# 欧洲E41公路
欧洲E41公路（E41）是欧洲的一条国际公路，起点为德国多特蒙德，终点为瑞士阿尔特多夫，全长约788公里。

## 线路
欧洲E41公路穿过以下主要城市：

- 德国：多特蒙德 - 哈根 - 奧爾珀 - 锡根 - 韦茨拉尔 - 哈瑙 - 阿沙芬堡 - 维尔茨堡 - 海尔布隆 - 斯图加特 - 伯布林根 - 黑倫貝格 - 菲林根-施文宁根 - 巴特迪尔海姆 - 辛根
- 瑞士：沙夫豪森 - 温特图尔 - 苏黎世 - 施维茨 - 阿爾特多夫